# Nannopopillia minuscula
Nannopopillia minuscula är en skalbaggsart som beskrevs av Edgar von Harold 1879. Nannopopillia minuscula ingår i släktet Nannopopillia och familjen Rutelidae. Inga underarter finns listade i Catalogue of Life.